# Поэзия (альбом)
«Поэзия» — дебютный альбом российской группы «Полюса», записанный в Санкт-Петербурге на студии «Добролёт» в 2003 году. Презентация альбома состоялась в клубе Red 30 октября 2003 на совместном концерте с дружественным коллективом «Баобабы».
На пластинке присутствовала песня «Поэзия», которая привлекла внимание СМИ к группе.

## Список композиций
Слова и музыка всех песен — Илья Разин.
| №   | Название                  | Длительность |
| --- | ------------------------- | ------------ |
| 1.  | «Ничего, что я без стука» | 3:03         |
| 2.  | «В круге света»           | 3:13         |
| 3.  | «Элементы счастья»        | 3:11         |
| 4.  | «Пело тело»               | 3:01         |
| 5.  | «Качели»                  | 4:02         |
| 6.  | «Поэзия»                  | 3:42         |
| 7.  | «Охота на русских»        | 2:27         |
| 8.  | «Месяц май»               | 1:38         |
| 9.  | «Листопад»                | 3:37         |
| 10. | «Северная сказка»         | 3:57         |
| 11. | «Пустота»                 | 2:51         |
| 12. | «Оставайся»               | 3:19         |

## Участники записи
- Илья Разин — вокал, гитара, тексты, музыка
- Игорь Беленко — барабаны
- Денис Дулицкий — клавишные
- Дмитрий Бабич — бас-гитара
- Филипп Брусовани — бас-гитара
- Николай Рубанов — саксофон (8)
- Олег Волков — сведение (все, кроме 6)
- Андрей Алякринский — сведение (6)

## Рецензии
Покончив с заглавной издевательской песней, группа «Полюса» приступает собственно к практической части альбома «Поэзия» — и можно начинать дышать полной грудью. Они, оказывается, серьёзно ко всему относятся, ни о чём не жалеют и спят со светом. У них нежные мелодии, красивые аранжировки и опять же, по их собственному выражению, за сердцем — любовь. Люди хотят поэзии, однозначно.
 — пишет журнал Русский Лондон .

## Интересные факты
- Дебютная пластинка содержит CD версию клипа на заглавную песню альбома[2]. Он выполнен в оригинальной технике: нарисован капиллярной ручкой на рифлёной бумаге. Это видео, в котором Александр Сергеевич Пушкин, олицетворяющий поэзию, выступает в образе супергероя, попало на музыкальные каналы и было номинировано на премию "FUZZ". Об истории создания клипа рассказывает лидер группы "Полюса" Илья Разин[3]:

Это сделали два человека – Ира Симеониди и Ян Кравцов. Они очень долго спорили по поводу клипа, чуть не порвали друг друга. Я никогда не думал, что можно так отстаивать мультипликационные персонажи. Изначально мы решили не показывать свои физиономии и сделать обязательно анимацию, чёрно-белую, никак не связанную с сюжетной линией песни. Ведь очень просто было бы наснимать разных обрубков — клубных тусовок, бега с утра — и показывать их. Получился бы клип для инвалидов умственного труда. Но мы решили сделать что-то совершенно иное. Это иное и получилось. Полный неформат! Когда я увидел наш клип на MTV, я подумал, что всё — мир закончился.